# Lev Solomonovič Mirskij
Lev Solomonovič Mirskij (Mosca, 7 maggio 1925 – Mosca, 6 agosto 1996) è stato un regista sovietico.

## Filmografia parziale

### Regista
- Kar'era Dimy Gorina (1961)
- Utrennie poezda (1963)
- Ėto bylo v razvedke (1968)
- Dva dnja čudes (1970)
- Velikie golodrancy (1973)
- Tajna gornovo podzemel'ja (1975)
- Tak i budet (1979)